# Listă de filme americane din 1908
Aceasta este o listă de filme americane din 1908:
| Titlu                          | Regizor                   | Actori                                         | Gen         | Note                        |
| ------------------------------ | ------------------------- | ---------------------------------------------- | ----------- | --------------------------- |
| The Adventures of Dollie       | D. W. Griffith            | Arthur V. Johnson, Linda Arvidson              | Drama       | Primul film al lui Griffith |
| Antony and Cleopatra           | J. Stuart Blackton        | Florence Lawrence, William V. Ranous           | Shakespeare |                             |
| Balked at the Altar            | D. W. Griffith            | Linda Arvidson, George Gebhardt                | Comedie     |                             |
| The Bandit's Waterloo          | D. W. Griffith            | Charles Inslee, Linda Arvidson                 | Drama       |                             |
| The Black Viper                | D. W. Griffith            | D. W. Griffith                                 | Drama       |                             |
| A Calamitous Elopement         | D. W. Griffith            | Harry Solter, Linda Arvidson                   | Comedie     |                             |
| The Call of the Wild           | D. W. Griffith            | Charles Inslee                                 | Aventuri    |                             |
| A Christmas Carol              |                           | Tom Ricketts                                   | Drama       |                             |
| Deceived Slumming Party        | D. W. Griffith            | Edward Dillon, D. W. Griffith, George Gebhardt | Comedie     |                             |
| Dr. Jekyll and Mr. Hyde        | Otis Turner               | Hobart Bosworth, Betty Harte                   | Horror      | Film pierdut                |
| The Fairylogue and Radio-Plays | Francis Boggs Otis Turner |                                                | Fantastic   | Film pierdut                |
| The Fight for Freedom          | D. W. Griffith            | Florence Auer, John G. Adolfi                  | Western     |                             |
| Macbeth                        | J. Stuart Blackton        | William V. Ranous, Paul Panzer                 | Shakespeare |                             |
| Money Mad                      | D. W. Griffith            | Charles Inslee, George Gebhardt                | Polițist    |                             |
| The Red Man and the Child      | D. W. Griffith            | Charles Inslee, John Tansey                    | Western     |                             |
| Romeo and Juliet               | J. Stuart Blackton        | Paul Panzer, Florence Lawrence                 | Shakespeare |                             |
| The Taming of the Shrew        | D. W. Griffith            | Florence Lawrence, Arthur V. Johnson           | Shakespeare |                             |
| The Tavern Keeper's Daughter   | D. W. Griffith            | George Gebhardt, Florence Auer                 | Acțiune     |                             |